# Schieß-Europameisterschaften 300 Meter 1959

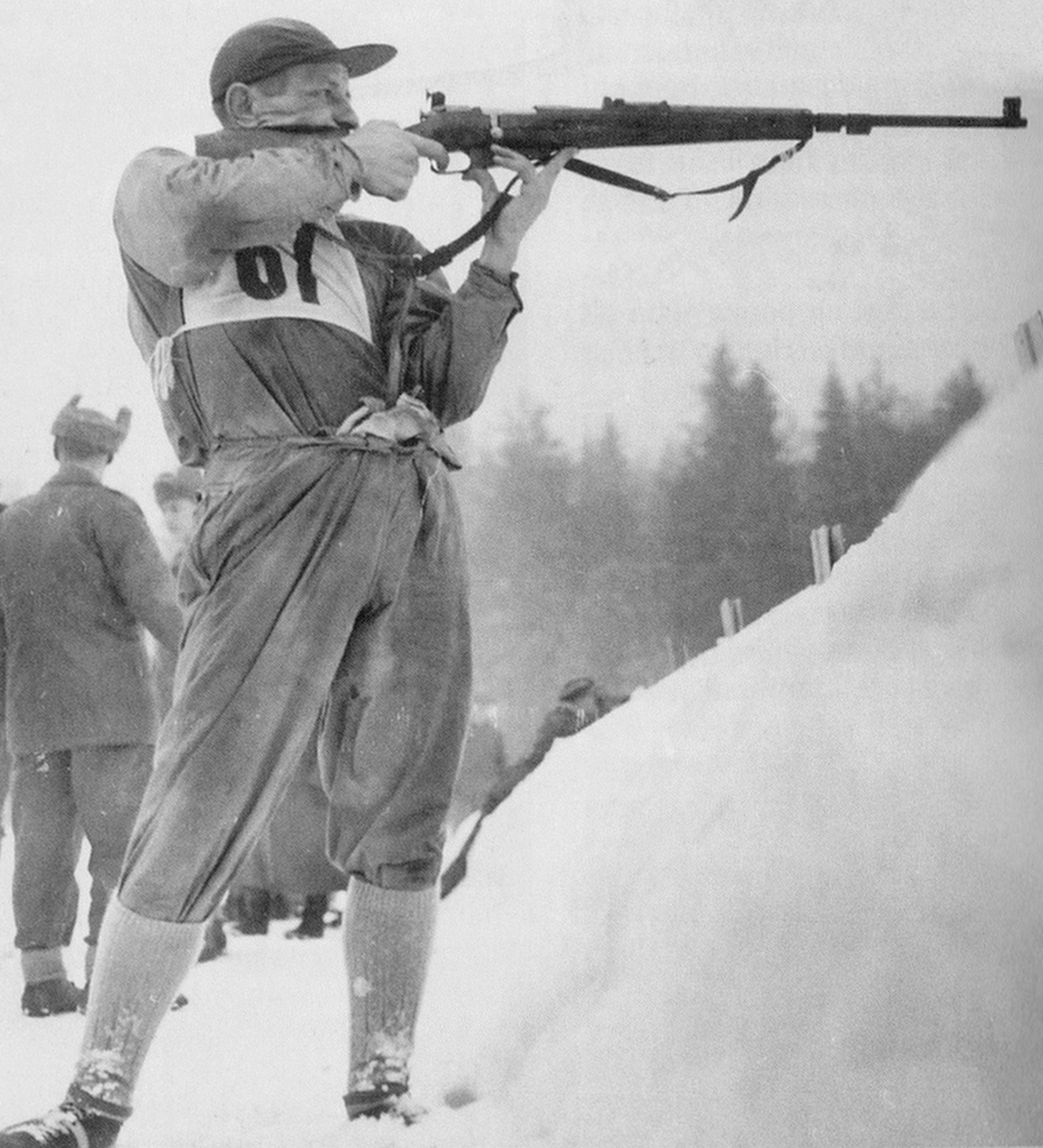
Der Finne Vilho Ylönen

Die 1. ISSF Schieß-Europameisterschaften 300 Meter 1959, fanden 1959 in Winterthur, Schweiz für die Disziplin Gewehr auf die 300-Meter-Distanz statt. Es nahmen 13 Athleten aus vier Ländern teil.

## Ergebnisse
| Wettbewerb                                 | Gold                                                                     | Gold | Silber                                                        | Silber | Bronze                                                        | Bronze |
| ------------------------------------------ | ------------------------------------------------------------------------ | ---- | ------------------------------------------------------------- | ------ | ------------------------------------------------------------- | ------ |
| 300 m Gewehr Dreistellungskampf            | Anatoli Bogdanow                                                         | 1145 | Mosey Itkis                                                   | 1141   | Esa Kervinen                                                  | 1129   |
| 300 m Gewehr Dreistellungskampf Mannschaft | SowjetunionAnatoli Bogdanow Wassili Borissow Mosey Itkis Nikolay Zazulin | 4522 | FinnlandPauli Janhonen Esa Kervinen Jorma Taitto Vilho Ylönen | 4461   | SchweizAugust Hollenstein Kurt Müller Ernst Schmid Erwin Vogt | 4458   |
| 300 m Standardgewehr                       | Boris Pereberin                                                          | 542  | Mosey Itkis                                                   | 538    | Anatoli Tilik                                                 | 537    |
| 300 m Gewehr kniend                        | Anatoli Bogdanow                                                         | 384  | Mosey Itkis                                                   | 383    | Ole Hviid Jensen                                              | 379    |
| 300 m Gewehr stehend                       | Anatoli Bogdanow                                                         | 367  | Mosey Itkis                                                   | 365    | Pauli Janhonen                                                | 365    |
| 300 m Gewehr liegend                       | Anatoli Bogdanow                                                         | 394  | Vilho Ylönen                                                  | 394    | Mosey Itkis                                                   | 393    |

## Medaillenspiegel
| Platz  | Land        | Gold | Silber | Bronze | Gesamt |
| ------ | ----------- | ---- | ------ | ------ | ------ |
| 01     | Sowjetunion | 6    | 4      | 2      | 12     |
| 01     | Finnland    | —    | 2      | 2      | 4      |
| 03     | Schweiz     | —    | —      | 1      | 1      |
| 03     | Dänemark    | —    | —      | 1      | 1      |
| Gesamt | Gesamt      | 6    | 6      | 6      | 18     |